# Janusz Kica
Janusz Kica (* 1957 in Breslau) ist ein polnischer Theaterregisseur. 

## Leben
Kica studierte Theaterwissenschaft an der Universität Krakau.
Anfang der achtziger Jahre zog er in die BRD, belegte Kurse in Theaterwissenschaft und Kunstgeschichte an der Universität Köln und begann seine Laufbahn am Theater als Regieassistent an den Wuppertaler Bühnen. Seitdem arbeitet er vor allem in Deutschland, Österreich, Slowenien und Kroatien. 
Neben eigenen Regiearbeiten war er auch als Assistent von Andrzej Wajda und als Produktionsleiter für Peter Stein bei den Salzburger Festspielen beteiligt.
Am Staatstheater Mainz führte er u. a. 2002 Regie bei der deutschsprachigen Erstaufführung von Janusz Głowackis Stück „Die vierte Schwester“. 
2012 inszenierte er bei den Hersfelder Festspielen eine Bühnenfassung von Thomas Manns Roman Der Zauberberg. 2013 inszenierte er am ZKM Zagreb Youth Theatre (Zagrebačko kazalište mladih) in Kooperation mit dem Birmingham Repertory Theatre, dem Teatr Polski in Bydgoszcz und dem Staatsschauspiel Dresden das Stück „Europa“.
Kica ist seit 1999 regelmäßig Gastregisseur am Theater in der Josefstadt in Wien. Seine erste von achtzehn Inszenierung war 1999 Calderons Das Leben ein Traum. Es folgten Ein Sommernachtstraum (2001), Sappho (2002), Liliom (2003), Amphitryon (2005), Der tolle Tag (2006), „Gefährliche Liebschaften“ (2007), „Die Wirtin“ (2009), „Wonderful World“ in den Kammerspielen der Josefstadt, Gespenster (2009/10), „Amadeus“ (2010/11), Lady Windermeres Fächer (2012/13), „Wie im Himmel“ (2013/14), Vor Sonnenuntergang (2015/16), Der Schwierige (2016/17), die Uraufführung von „Der Engel mit der Posaune“ (2017/18) und Professor Bernhardi (2017/18). Auch bei der Uraufführung von Daniel Kehlmanns „Die Reise der Verlorenen“, die die Spielzeit 2018/19 eröffnete, führte Janusz Kica Regie. Danach arbeitete er an dem Stück Jacobowsky und der Oberst, das im März 2019 Premiere feierte. 2019/20 folgte eine Bühnenbearbeitung des Romans Die Strudlhofstiege von Nicolaus Hagg.
Ebenfalls in der Josefstadt hat Janusz Kica 2024 Carlo Goldonis Trilogie der Sommerfrische inszeniert. Für den Mai 2025 ist dort die Premiere von Arthur Schnitzlers Das weite Land angekündigt.